# Jean-Marie de Villegas

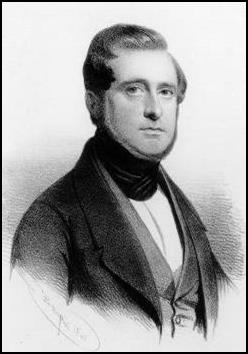

Jean-Marie de Villegas (Torhout, 1 juli 1803 - Laken, 30 januari 1876) was een Belgisch magistraat en volksvertegenwoordiger.

## Voorouders
Diego de Villegas (overleden in 1561) uit Burgos, was de eerste van deze familie die zich in de Zuidelijke Nederlanden kwam vestigen en die de stamvader is van alle de Villegas in de Nederlanden.
Hij had al vier natuurlijke kinderen, toen hij in 1544 in Brugge kwam trouwen met Isabella de la Coruna. Uit dit huwelijk sproten dertien kinderen voort, van wie Grégoire de Villegas (ca. 1569-1613) de tiende was. Hij woonde ongehuwd met Josine Quatersen en ze hadden vijf kinderen, van wie drie hem overleefden en die hij in 1608 legitimeerde. De zoon François de Villegas (1591-1637) trouwde met Adrienne de Melgar en van hun negen kinderen was er één die mannelijk nageslacht had. Het ging om Jean-Baptiste de Villegas (1621-1682), die trouwde met zijn nicht Anne-Marie de Villegas. Ze hadden drie kinderen, onder wie Jean-Baptiste de Villegas (1647-1721) die trouwde met Maria Rapaert. Dit huwelijk telde vijf kinderen, onder wie Charles-Adrien de Villegas (1680-1746), die trouwde met Ferdinande de Tollenaere. Naast twee ongehuwde dochters hadden ze een zoon, Jean-Baptiste de Villegas (1721-1805), die verantwoordelijk was voor de maatschappelijke achteruitgang van de familie.
Uitwendig vervulde deze Jean-Baptiste de Villegas een rol in overeenstemming met de adellijke status van de familie. Hij was vele jaren schepen van de stad Brugge, voogd van het Sint-Janshospitaal, lid en proost van de Edele Confrerie van het Heilig Bloed. Tegen het einde van het ancien régime was hij ook nog schepen van het Brugse Vrije (1793-1795). Officieel ongehuwd, leefde hij nochtans samen met een ongeletterde schippersdochter uit Oostende, Anne-Marie Peperzeele (1745-1818). Pas in 1799 trouwden ze burgerlijk en bij die gelegenheid werden hun drie kinderen, die toen al volwassen waren, gelegitimeerd.
Hun zoon Jean-Charles (1776-1857), geboren Peperzeele, gelegitimeerd de Villegas, trouwde in 1802 met de Torhoutse Marie-Josèphe Fraeys. Hij werd belastinginspecteur en verkreeg in 1822 adelserkenning. Het echtpaar had elf kinderen.

## Jean-Marie de Villegas
De oudste zoon was Jean-Marie de Villegas. Hij behaalde in 1826 het diploma van doctor in de rechten aan de Universiteit Gent. Hij werd eerst substituut en vervolgens procureur des Konings bij de rechtbank van eerste aanleg in Oudenaarde. 
In 1839 werd hij verkozen tot katholiek volksvertegenwoordiger voor het arrondissement Aalst en bekleedde dit mandaat tot in 1848. Hij was herhaaldelijk secretaris van de Kamer. De wet op de onverenigbaarheden maakte dat hij in 1848 zijn carrière als magistraat verkoos boven de politiek.
Hij werd echter niet onmiddellijk weer in de magistratuur opgenomen. In 1849 werd hij dan maar agent van de Société Générale in Gent. Hij was ook, in 1855-1856, gemeenteraadslid van Gent. In 1853 werd hij hoofdgriffier bij het hof van beroep in Gent, in 1854 werd hij substituut-procureur-generaal en in 1858 procureur des Konings in Gent. In 1861 werd hij gepromoveerd tot raadsheer bij het hof van beroep, waar hij het emeritaat bereikte in 1875.
De Villegas trouwde in 1847 in Gent met Mélanie du Bois dit Van den Bossche (1811-1868) met wie hij een zoon en een dochter kreeg. De volgende generatie stierf de familietak uit.